# Boucan Canot (hôtel)
Pour les articles homonymes, voir Boucan Canot (homonymie).
Le Boucan Canot est un hôtel de l'île de La Réunion, département d'outre-mer français dans le sud-ouest de l'océan Indien. Situé au 32, rue du Boucan Canot à Saint-Gilles les Bains, station balnéaire de la commune de Saint-Paul, dans l'ouest de l'île, il occupe le cap Boucan Canot et donne sur la plage de Boucan Canot. Doté de quarante-six chambres, dont quatre suites junior, quatre suites senior et deux chambres supérieures, il dispose d'un restaurant gastronomique, Le Cap, et d'une piscine. Il s'agit de l'un des quelques établissements de l'île classés quatre étoiles (NN 2009).